# Machimus montanus
Machimus montanus är en tvåvingeart som beskrevs av Ricardo 1919. Machimus montanus ingår i släktet Machimus och familjen rovflugor. Inga underarter finns listade i Catalogue of Life.